# Fleur-de-Lys
Pour les articles homonymes, voir Fleur de lys.
 (février 2025).
Fleur-de-Lys est un personnage du roman Notre-Dame de Paris de Victor Hugo.

## Histoire du personnage et apparence physique
Âgée de 22 ans, c’est la fiancée de Phœbus. Elle s’apprête à l’épouser, mais elle ne s’attend pas à ce que ce jeune chevalier soit attiré par la belle Esmeralda. La jeune demoiselle se sent trahie et se montre particulièrement jalouse envers Esméralda. Elle n’acceptera de pardonner son fiancé qu’une fois Esmeralda pendue. La fin du roman sous-entend que leur mariage n'est pas heureux ("Phœbus de Châteaupers aussi, fit une fin tragique : il se maria").
Description physique : cheveux blonds, yeux noirs, portant souvent une robe rose, plutôt petite.
Elle est interprétée par Julie Zenatti dans la comédie musicale Notre Dame de Paris de Richard Cocciante et Luc Plamondon.